# Bryan Grant
Bryan Morel »Bitsy« Grant mlajši, ameriški tenisač, * 25. december 1909, Atlanta, ZDA † 5. junij 1986, Atlanta.
Bryan Grant se je v posamični konkurenci na turnirjih za Nacionalno prvenstvo ZDA najdlje uvrstil v polfinale leta 1935, na turnirjih za Prvenstvo Anglije pa v četrtfinale v letih 1936 in 1937. Leta 1937 je bil član zmagovite ameriške reprezentance na tekmovanju International Lawn Tennis Challenge. Leta 1972 je bil sprejet v Mednarodni teniški hram slavnih.